# كوفلي
Hhbbكوفلي (بالكردية: گوندئ كوڤلى) هي قرية تقع في محافظة دهوك في إقليم كردستان العراق، وتحديداً في ناحية مانكيش.

## شخصيات بارزة
- وحيد كوفلي (1970–2017)، قائد في البيشمركة، اشتهر بقيادته في القتال ضد داعش.[1][2]
- شڤان أحمد عبدالقادر كوفلي (مواليد 1960)، سياسي كردي وعضو سابق في البيشمركة، وهو منتمي إلى الحزب الديمقراطي الكردستاني. شغل مناصب في لجان تشريعية معنية بإعادة الإعمار وشؤون البيشمركة.[3][4]

## المعرض

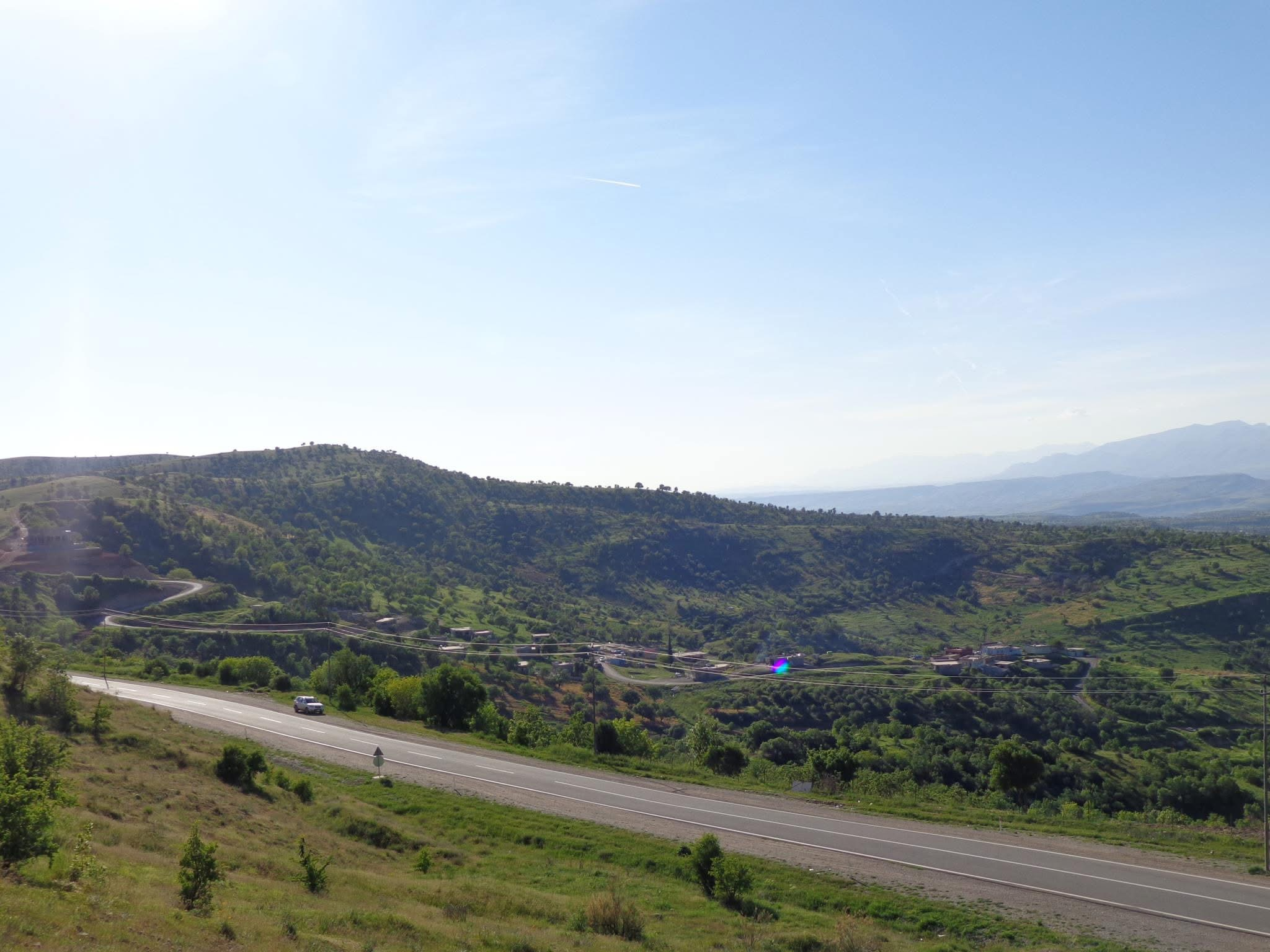
قرية كوفلي في الوادي بين التلال الخضراء والطريق المتعرج
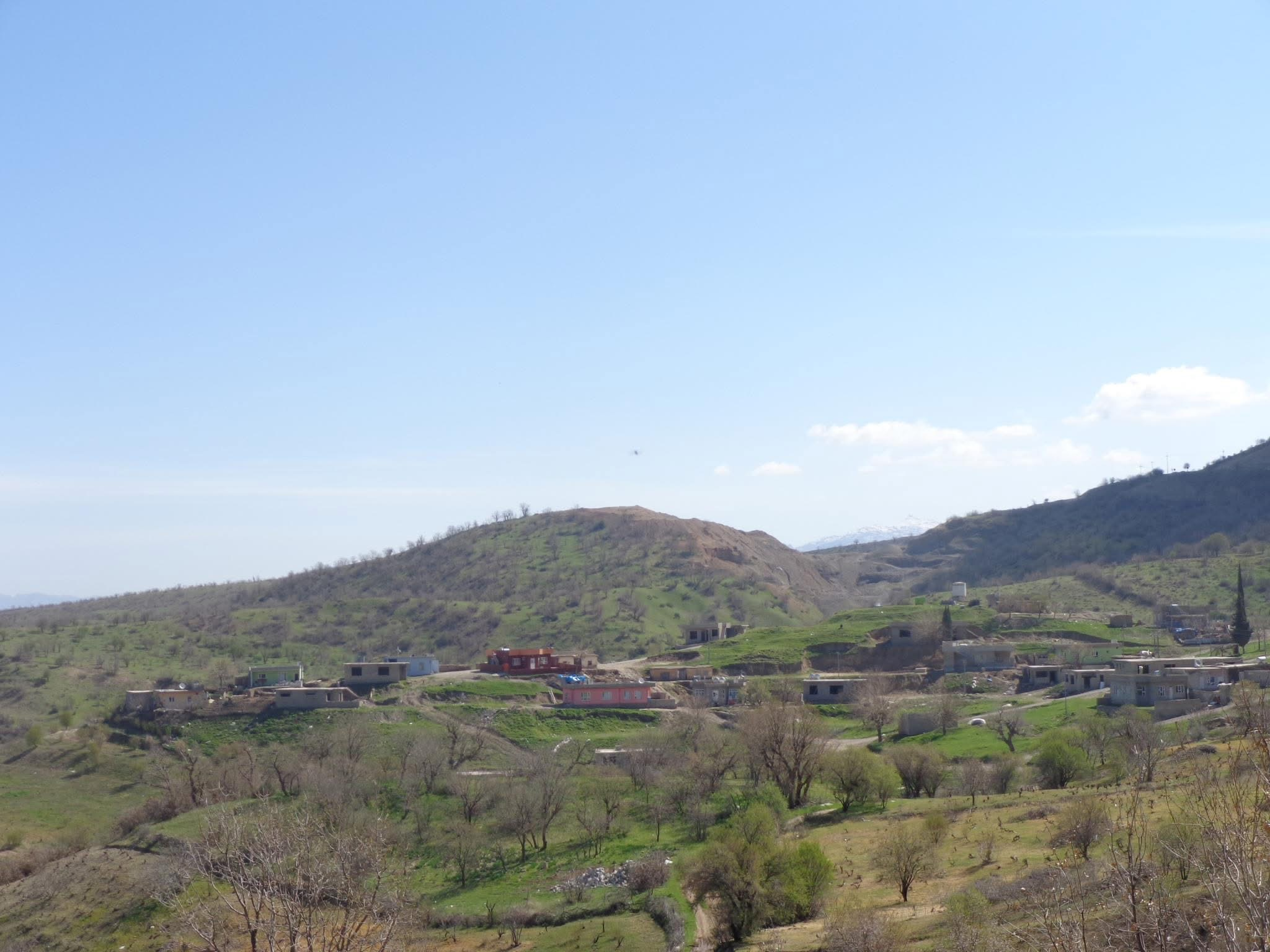
قرية كوفلي محاطة بالتلال الخضراء المتدحرجة مع منازل تقليدية وحديثة تحت سماء زرقاء ساطعة
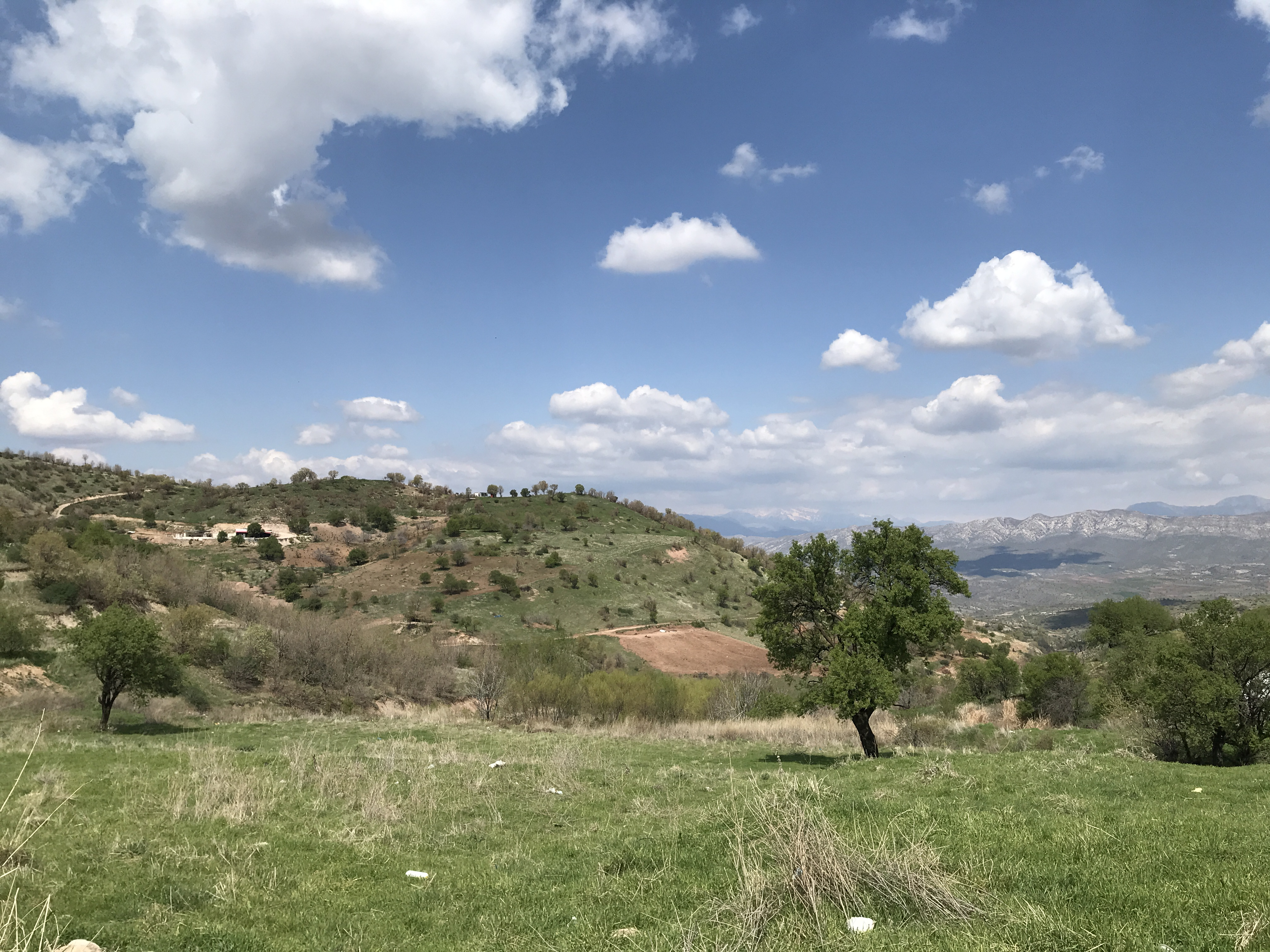
قرية كوفلي وسط التلال الخضراء والجبال البعيدة
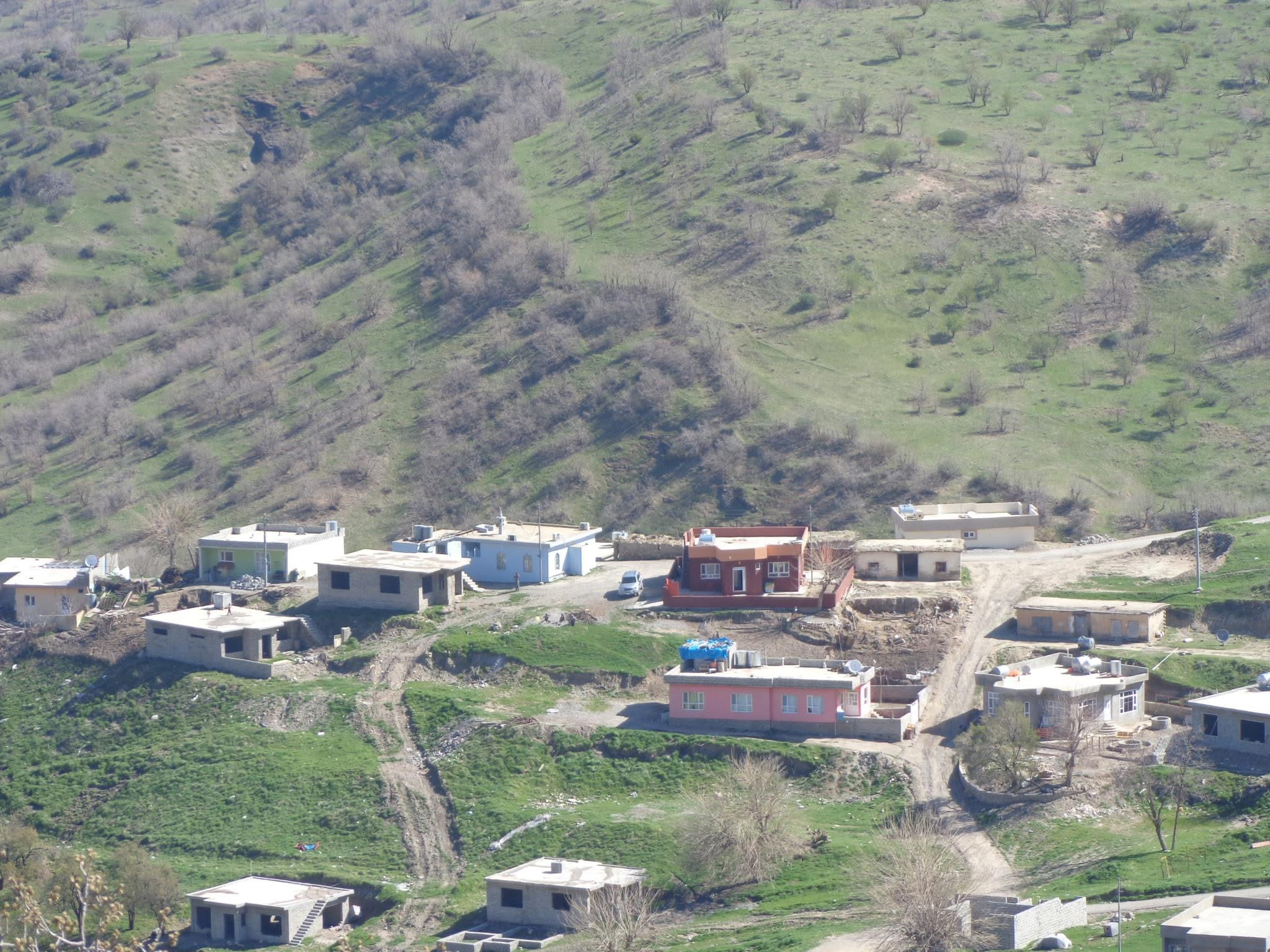
نظرة عامة على قرية كوفلي مع منازل على تل أخضر تحيط بها الأراضي المفتوحة
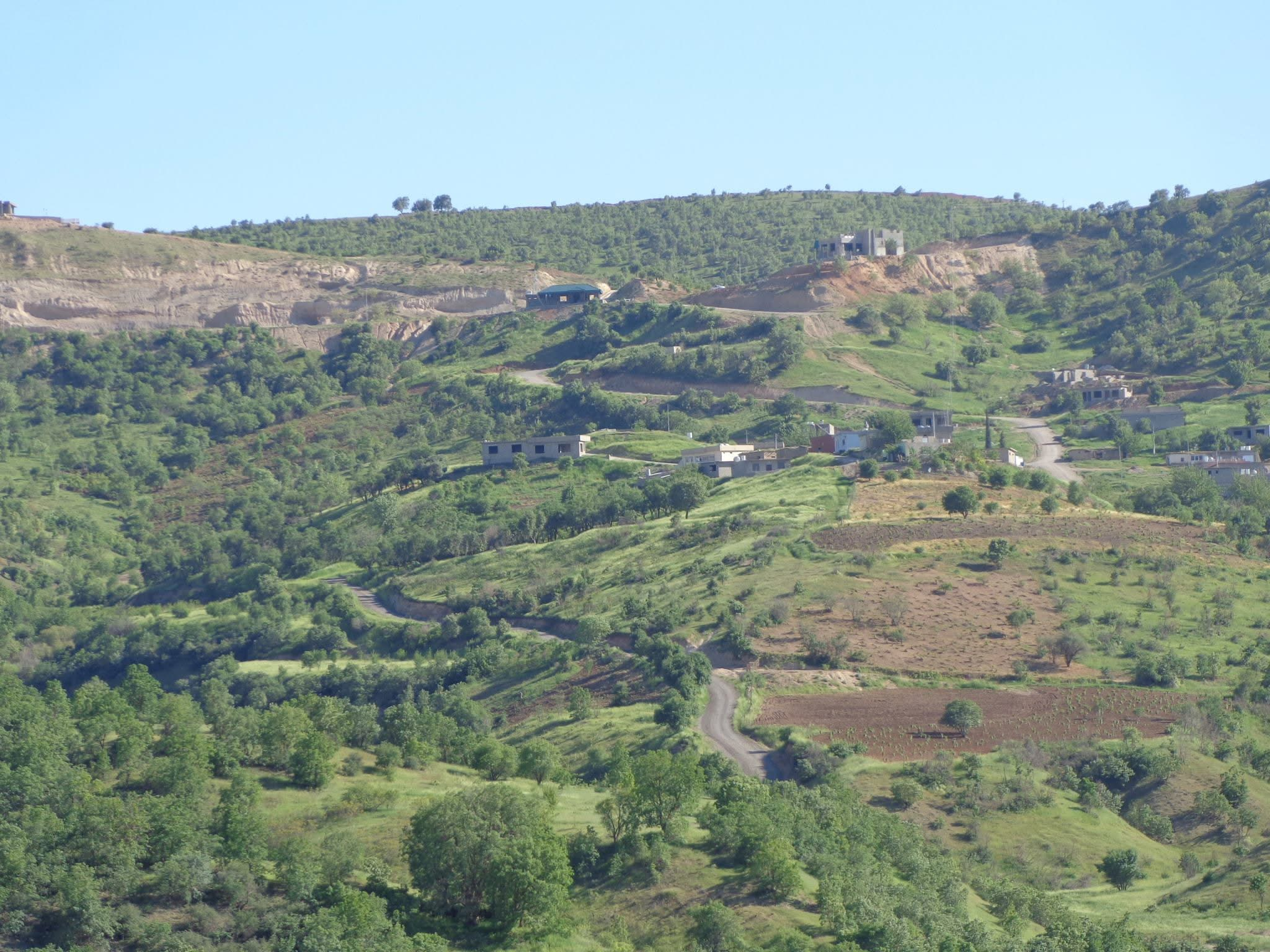
قرية جبلية في كردستان حيث تربط الطرق المتعرجة المنازل المتناثرة والحقول المزروعة والمساحات الخضراء الوعرة
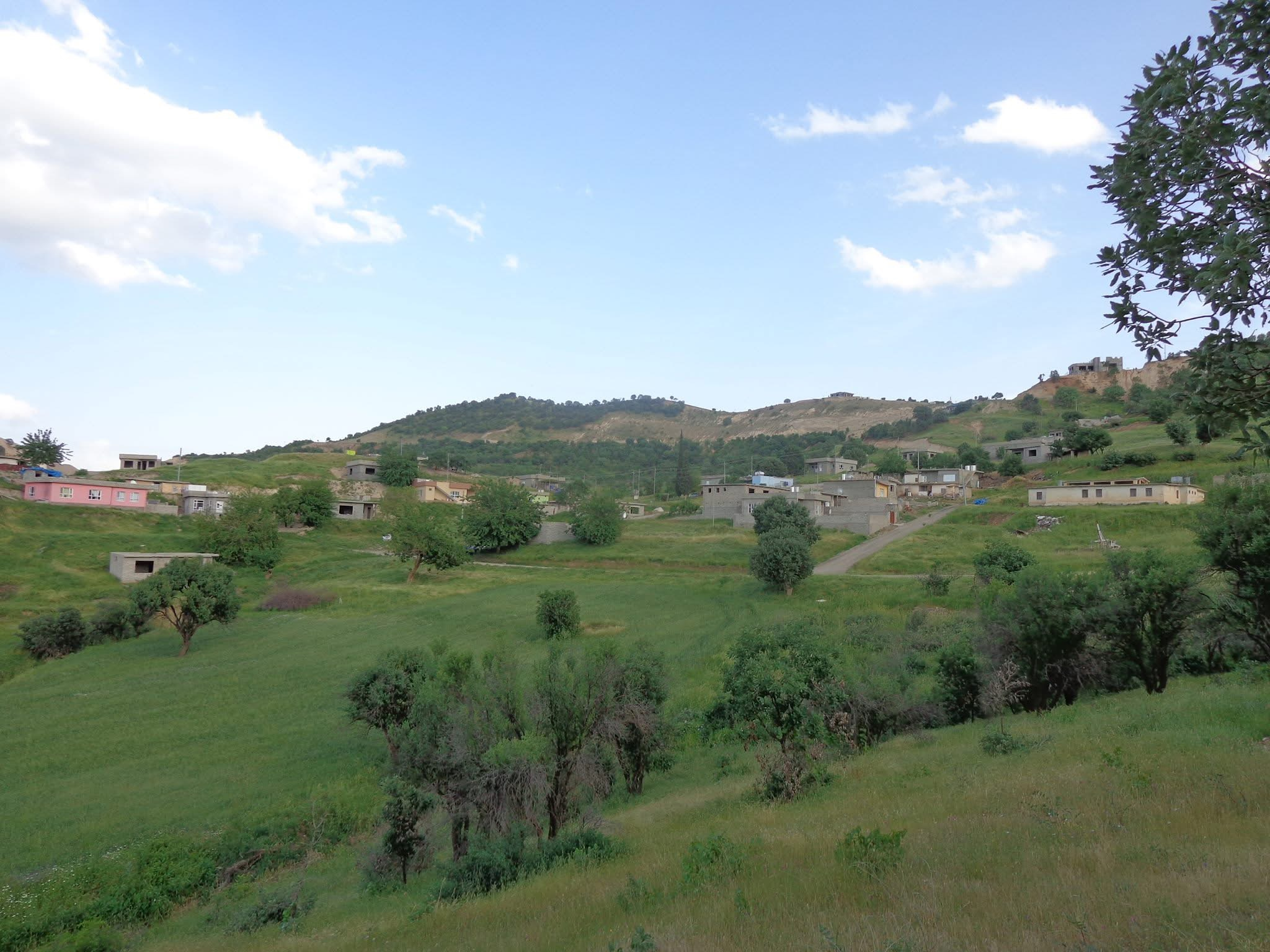
قرية محاطة بالخضرة الكثيفة كما تُرى من التل
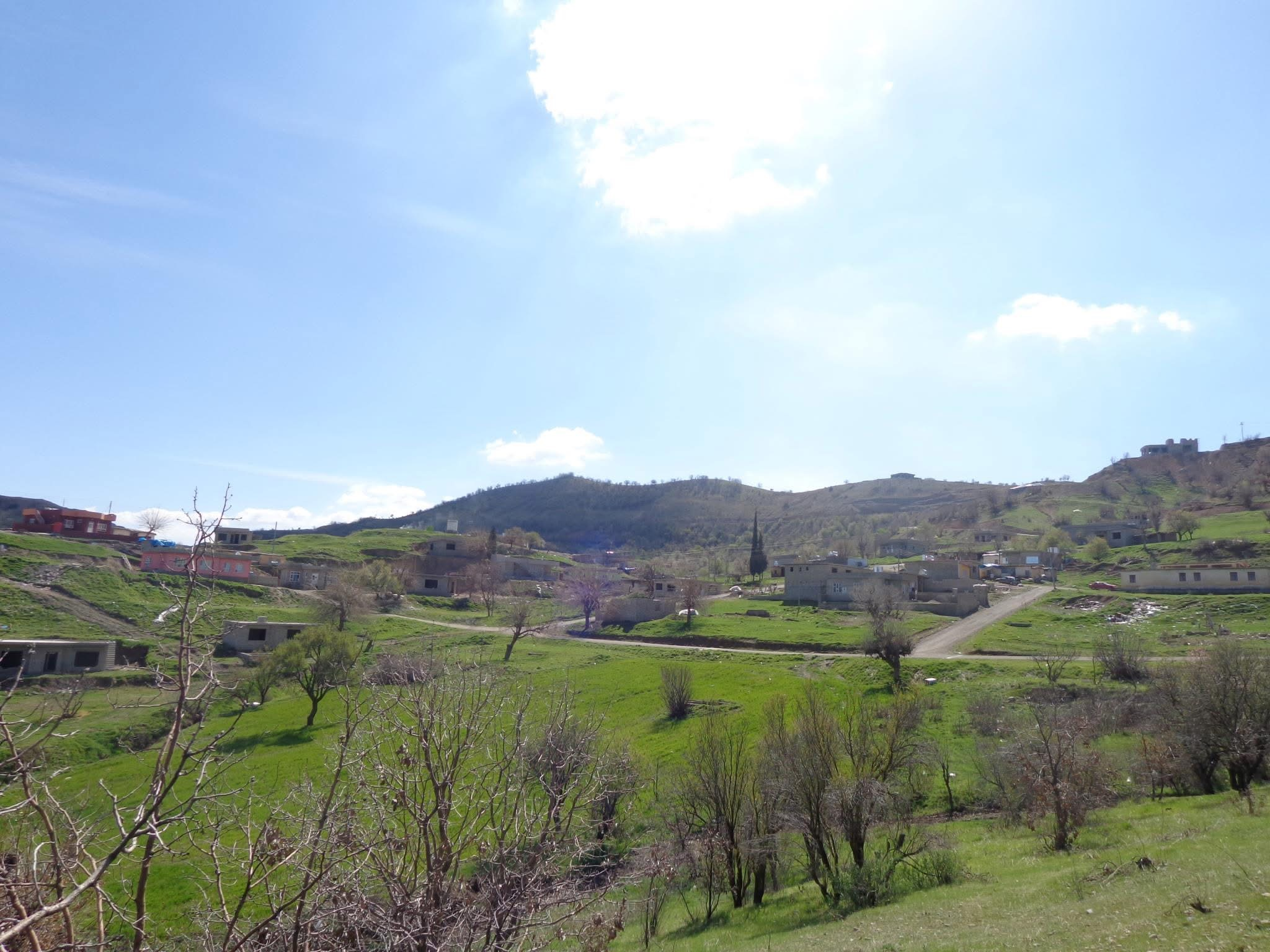
منظر للقرية تحت سماء صافية، يُرى من الشرق
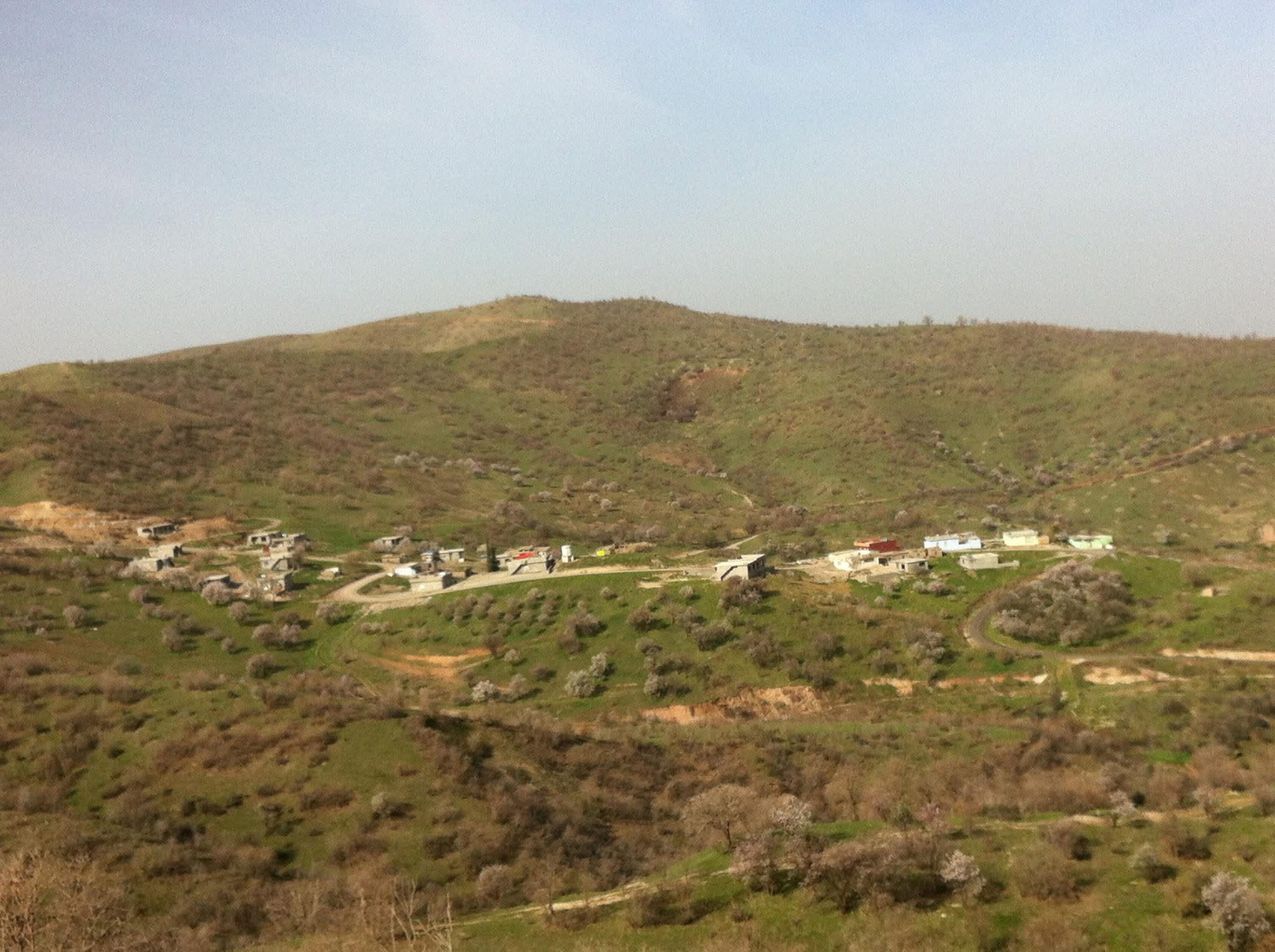
قرية جبلية محاطة بالأشجار المزهرة والمنحدرات الخضراء
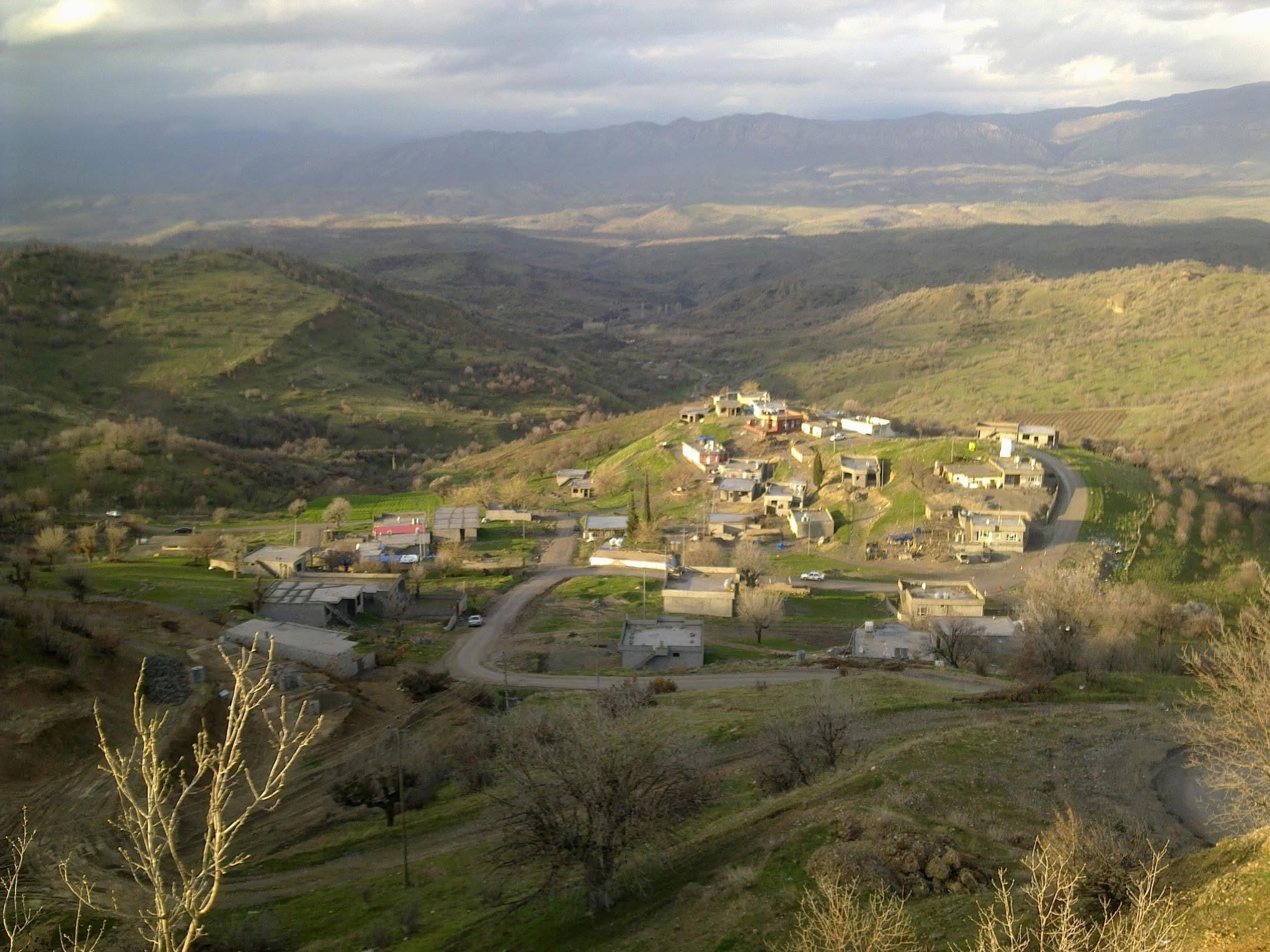
قرية كوفلي محاطة بالتلال الخضراء المتدحرجة والجبال